# ISAPI
ISAPI (acronimo di Internet Server Application Programming Interface) è una interfaccia di programmazione (API) messa a disposizione da Microsoft per gli sviluppatori che intendono interagire ed ampliare le funzionalità del server web Internet Information Services (IIS). Questa tecnologia è stata introdotta con IIS 2.0 in affiancamento alla precedente tecnologia (WinCGI) la quale presentava numerosi "difetti" architetturali che ne rendevano complesso e problematico lo sviluppo limitandone anche la scalabilità.